# Goodyerinae
Goodyerinae es una subtribu de la subfamilia Orchidoideae de la familia de las orquídeas. Tiene  35 géneros y aproximadamente 475 especies.
Goodyerinae son principalmente orquídeas de hábitos terrestres, algunas son epífitas o parasitas. A menudo tienen hojas en una espiral basal o en una roseta. El rizoma es carnoso. Las flores son pequeñas y discretas, a menudo de color verde o blanco. El labelo en forma de bolsa. El ginostemo suele ser asimétrico y retorcido. Las polinias se dividen en diferentes bolsas.
Goodyerinae está distribuida a nivel mundial, pero se producen principalmente en el Asia tropical. Solo un género, Goodyera, Con dos especies se encuentra en Europa representado.
La subtribu también incluye la más antigua de la orquídeas extintas conocidas Meliorchis caribea.

## Géneros
- - Aenhenrya Gopalan (1994)
  - Anoectochilus Blume
  - Aspidogyne Garay
  - Chamaegastrodia Makino & F.Maek.
  - Cheirostylis Blume
  - Cystorchis Blume
  - Danhatchia Garay & Christenson (1995)
  - Dicerostylis Blume
  - Dossinia C.Morren 
  - Erythrodes Blume
  - Eucosia Blume
  - Eurycentrum Schltr.
  - Evrardia Adans.
  - Gonatostylis Schltr.
  - Goodyera R.Br. (wereldwijd)
  - Gymnochilus Blume
  - Halleorchis Szlach. & Olsz.
  - Herpysma Lindl.
  - Hetaeria Blume
  - Hylophila Lindl.
  - Kreodanthus Garay
  - Kuhlhasseltia J.J.Sm.
  - Lepidogyne Blume
  - Ligeophila Garay
  - Ludisia A.Rich.
  - Macodes (Blume) Lindl.
  - Meliorchis  †
  - Microchilus C.Presl
  - Moerenhoutia Blume
  - Myrmechis Blume
  - Odontochilus Blume (1859)
  - Orchipedum Breda
  - Papuaea Schltr.
  - Platylepis A.Rich.
  - Platythelys Garay
  - Pristiglottis Cretz. & J.J.Sm.
  - Rhamphorhynchus Garay
  - Rhomboda Lindl. (1857)
  - Stephanothelys Garay
  - Tubilabium J.J.Sm.
  - Vrydagzynea Blume
  - Zeuxine Lindl.